# George R. Durgan
George Richard Durgan (* 20. Januar 1872 in West Point, Tippecanoe County, Indiana; † 13. Januar 1942 in Indianapolis, Marion County, Indiana) war ein US-amerikanischer Politiker. Zwischen 1933 und 1935 vertrat er den Bundesstaat Indiana im US-Repräsentantenhaus.

## Werdegang
George Durgan besuchte die öffentlichen Schulen seiner Heimat und zog im Jahr 1892 nach Lafayette. Dort arbeitete er zunächst als Angestellter und dann als fahrender Händler. Gleichzeitig begann er als Mitglied der Demokratischen Partei eine politische Laufbahn. Zwischen 1904 und 1913 sowie nochmals von 1917 bis 1925 war er Bürgermeister in Lafayette. Im Jahr 1912 war er Delegierter zur Democratic National Convention in Baltimore, auf der Woodrow Wilson als Präsidentschaftskandidat nominiert wurde.
Bei den Kongresswahlen des Jahres 1932 wurde Durgan im zweiten Wahlbezirk von Indiana in das US-Repräsentantenhaus in Washington, D.C. gewählt, wo er am 4. März 1933 die Nachfolge von Arthur H. Greenwood antrat. Da er im Jahr 1935 gegen Charles A. Halleck von der Republikanischen Partei verlor, konnte er bis zum 3. Januar 1935 nur eine  Legislaturperiode im Kongress absolvieren. In dieser Zeit wurden die ersten New-Deal-Gesetze der Bundesregierung verabschiedet. Im Jahr 1933 wurde mit dem 21. Verfassungszusatz der 18. Zusatzartikel aus dem Jahr 1919 wieder aufgehoben. Dabei ging es um das Verbot des Handels mit alkoholischen Getränken.
Nach seinem Ausscheiden aus dem US-Repräsentantenhaus nahm George Durgan seine früheren Tätigkeiten wieder auf. Seit 1941 war er Mitglied der Dienstleistungskommission von Indiana. Er starb am 13. Januar 1942 in Indianapolis und wurde in Lafayette beigesetzt.